# 善隣書院
善隣書院（ぜんりんしょいん）は、東京都渋谷区代々木1-28-16に所在する明治時代に設立された中国語と書道の学校。

## 概要
1894年（明治27年）に清国留学から帰国した宮島大八が、1895年（明治28年）5月、東京の平河町に開いた詠帰舎が前身である。1898年（明治31年）6月に善隣書院と改称。善隣書院の建学理念は、東洋の学問と西洋の学問の融合の上に新しいアジアを創るべきであり、そのために日中の学生がともに学ぶ場を創る、というものであった。この建学理念に基づき、善隣書院は中国語・漢学と書道を教える学校として、19世紀末から21世紀の現在に至り、多数の卒業生を出してきた。
1904年（明治37年）8月に刊行した、中国語教科書『官話急就篇』は版を重ね、戦前の代表的な中国語教科書となった。

## 関係者
鈴木虎雄、藤田豊八、小柳司気太、笠信太郎、谷口藍田、根木通明、田辺安之劫、狩野直禎、浅井新太郎、池田良栄、宇佐見右之、長瀬鳳輔、神谷衡平、何盛三、関菊麿、遠藤文夫、高森強太郎、湯原桃雄、亘理三郎、武田寧信、責本晋、松本菊松、工藤忠、松浦珪三、堀口九万一、小幡酉吉、本田熊太郎、大作理三郎、江口定条、水町袈裟六、山成喬六、柳田国男、山本五十六、柳川平助、緒方竹虎、上泉徳弥、八角三郎、河相達夫、本告辰二、寺岡謹平、中山優、安岡正篤、平貞蔵、笠木良明、斎藤原内、張延彦、金国璞、小越十平、李長香、包象寅、王□（王偏に辰）玉深垣、劉雨田—等。